# Paul Sika
Pour les articles homonymes, voir Sika.

Paul Sika (de son nom complet : N'Cho Paul Séraphin Sika), né à Abidjan le 13 juillet 1985, est un photographe ivoirien.

## Biographie

### Débuts de carrière
N'Cho Paul Séraphin Sika étudie la programmation informatique qu'il découvre pendant son cursus secondaire au lycée Blaise-Pascal d'Abidjan. Après son baccalauréat, il opte pour une carrière de créateur de jeux vidéo. Cette motivation le mène au Royaume-Uni en 2003, où il poursuit des études en génie logiciel à l'université de Westminster. Mais en définitive, il développe une passion pour la photographie.
À Londres, lors d'une promenade sur Tottenham Court Road, il tombe sur une bande annonce du film La Matrice 2: Reloaded, qui lui donne envie d'explorer les effets spéciaux et le cinéma. 
Il obtient son diplôme de premier cycle en informatique en 2007 et retourne en Côte d’Ivoire, malgré son acceptation au London College of Communication en photographie[réf. souhaitée].

### Années 2000
Durant son séjour en Côte d'Ivoire, Paul Sika crée son style de photographie qu'il intitule lui-même "Photo-making", un mélange de techniques empruntées au « film-making » (cinéma), notamment la préproduction, la production et la post-production pour réaliser ses œuvres. 
Dès 2009, le lancement de son site internet lui permet de toucher des magazines et agents aux États-Unis notamment l’experte en publicité et représentante d’artistes Josette Lata qui l’aide à promouvoir son travail. Kanye West, le rappeur américain, mentionne la série de photographies intitulées « Glôglô Gospel » issue de la première collection de photos de Paul Sika At the heart of me sur son blog. 
La même année, Paul Sika participe à Maker Faire Africa 2009 qui s'est tenue à Accra, au Ghana, un événement organisé par Emeka Okafor. En juillet de la même année, il fait de sa première collection de photos un livre intitulé At the Heart Of Me. Cette première collection sera mentionnée dans plusieurs émissions telles que "Le monde en marche" animée par le journaliste Hervé Chabalier sur France 5.
En 2010, il apparaît dans l’émission « Capturing the imagination » sur CNN animée par Isha Sesay. Il y explique notamment que les œuvres de sa première collection parlent de l’amour et de la jeunesse ivoirienne. 
Le travail de Sika a également attiré l’attention de plusieurs journalistes dont ceux du magazine Forbes Africa.
De novembre 2012 à janvier 2013, il expose sa nouvelle collection Lilian's appeal, constituée de 21 photos, à la galerie Cécile Fakhoury à Abidjan.

## Démarche artistique

### Style
Le photographe ivoirien Paul Sika a créé un style original qu'il dénomme le « photo-making ». Ce style, à cheval entre la photographie et le cinéma, associe la photographie numérique et la post-production.
Contrairement aux images traditionnelles de la photographie de studio, assez répandue en Afrique de l'Ouest, les réalisations de Paul Sika sont portées par une imagination fertile, des couleurs vives, saturées, marquées par une texture dense, incluant des acteurs aux postures quelque peu exagérées. Chaque objet revêt une multiplicité de sens dans ce style imaginaire et parfois allégorique qui, au-delà de son aspect esthétique, permet de raconter des histoires complexes relatives à l'Afrique. Ses œuvres sont une prise de position en faveur d'une description positive de la vie africaine, débarrassée des clichés et stéréotypes.

### Technique
« Photo-making » est un néologisme créé à partir de la combinaison des termes anglais photography (auquel il emprunte la portion 'photo') et filmmaking (création cinématographique, qui procure à ce terme sa seconde portion). Il met en évidence le fait que la photographie de Paul Sika est fortement influencée par la création cinématographique.
Calqué sur la création cinématographique, le processus technique commence par imaginer une histoire, qui est par la suite rédigée sous forme de script. Ce script est morcelé en séquences qui deviennent les principales photos reflétant les différentes sources qu'il utilise en post-production. Enfin, il applique les couches de peinture digitale pour créer la présentation nécessaire à l'expression de l'histoire.
Ce procédé a été affiné avec le temps au fur et à mesure de l'accroissement de l'expérience de Paul Sika. Au total, les photos de Paul Sika sont le résultat d'une inspiration au départ, suivie de la rédaction d'un script puis d'une mise en scène faisant intervenir s équipes avec des répétitions si cela est nécessaire, avant les prises de vues puis la post-production.

## Œuvre

### Influences reçues
L’œuvre de Paul Sika se détache clairement de la solide tradition de photographies en studio  portée en Afrique francophone de l'ouest notamment par Malick Sidibé, Seydou Keïta et Mama Casset. Elle puise plutôt sa source d'influence en majeure partie dans le monde de la création cinématographique et en particulier dans la science fiction, par le biais d’œuvres définissant le genre telles "The Matrix" (La Matrice) ou encore "Star Wars" (La guerre des étoiles).
À cela s'ajoutent des influences des présentations esthétiques variées émanant des jeux vidéo Zelda, Mario Bros, Street Fighter, Tekken, Capcom VS SNK 2, mais également celles issues des bandes dessinées et des animations provenant du Japon, de l'Europe ou d'Afrique à l'exemple de Le Journal de Mickey, Lucky Luke (Morris, Goscinny), Dragon Ball Z (Toriyama) ainsi que d'autres dessins animés produits par Hayao Miyazaki.
Paul Sika qui se dit plus intéressé par des pièces uniques que par l'ensemble des œuvres d'un auteur, manifeste aussi des préférences pour Eugène Delacroix, Michel-Ange, et Paul Gauguin.

### Expositions
- 28 novembre 2013 : Théâtre Pitoëff, Genève[12]
- 1er décembre 2012 - 19 janvier 2013, Galerie Fakoury, Abidjan, « L’appel de Lilian : Collection 2 »[13]
- 19–24 octobre 2009, Chinua Achebe center for African writers and artists, New-York[14].
- 2008, Galerie Le Lab, Abidjan, « L’appel de Lilian »[15]

### Publication
- At the Heart of Me, 2010, 80 p.  (ISBN 0615313639)

## Paul Sika et les médias
Très tôt le style de photographie de Paul Sika a intéressé Olympus user magazine United Kingdom qui publia un article sur le jeune photographe.
Après avoir été découverts par l'artiste Kanye West via son blog , le travail et les œuvres photographiques de Paul Sika ont été citées par les rédactions en ligne de plusieurs médias, tels :
- CNN, par le biais de l'article " Sika's Glorious Technicolor World ", écrit par Mark Tutton le 10 mai 2010[11].
- El Pais, par le biais de l'article " Africa no es un pais ", écrit par Gemma Parellada le 21 août 2013[17].
- Jeune Afrique, par le biais de l'article " Des pixels et des octets ", écrit par Théophile Kouamouo le 18 mars  2010[11].